# محمد أحمد الراشد
عبد المنعم صالح العلي العزي، المعروف باسم محمد أحمد الراشد (1357- 1446 هـ / 1938- 2024 م) داعية إسلامي ومحام وصحفي عراقي، يكنى بـ"أبي عمار"، وهو أحد أبرز قادة الإخوان المسلمين في العراق. يُعَد من كبار منظري الحركة الإسلامية، وله كتب كثيرة تجمع بين الجانب الدعوي الحركي والعلمي والروحي والأدبي، مع العناية بالأخلاق الإسلامية وقيمها، وتُرجم كثير منها إلى اللغات الأجنبية. له منهجية فكرية خاصة في مجال التربية العلاجية، تظهر في كتبه عند التعامل مع القضايا الدعوية التربوية ووضع العلاج لها.

## سيرته
ولد محمد أحمد الراشد، واسمه الحقيقي عبد المنعم صالح العلي العزي في حي الأعظمية ببغداد، يوم الجمعة 11 جُمادى الأولى 1357هـ الموافق 8 يوليو 1938م من عشيرة بني عز، وهم من "عبادة" ويرجعون إلى عامر بن صعصعة (أي من العرب المضرية العدنانية).
تلقى تعليمه الأوليَّ في مدرسة تطبيقات دار المعلمين، وكان شغوفًا بالعلم والقراءة، بدأ اهتمامه بالقضايا السياسية والإسلامية منذ صغره، حيث انخرط في العمل الدعوي وهو في سن الثالثة عشرة، وانضم لجماعة الإخوان المسلمين في العراق في مايو 1953م.
درس في كلية الحقوق في جامعة بغداد فتلقى فيها أصول الفقه والمواريث ومسائل الطلاق، وأبوابًا من المعاملات عبر الفقه المقارن، وتخرج فيها عام 1962م. غادر العراق في مطلع السبعينيات بسبب الظروف الأمنية، وانتقل إلى الكويت حيث عمل محررًا في مجلة المجتمع. ثم انتقل إلى الإمارات وأندونيسيا وماليزيا وأوروبا.
قدَّم العديد من الدروس والدورات في مختلف البلدان التي زارها، مما جعله مرجعاً للدعاة والمربين
كانت له عناية كبيرة بالأدب، فقرأ لكبار أدباء العربية من العصر العباسي حتى العصر الحاضر، كالرافعي ومحمود شاكر وعبد الوهاب عزام، وهو أكثر من تأثر به الشيخ بعد الرافعي. كما تأثر الراشد بفكر محمد محمود الصواف، وبقصائد شاعر الدعوة وليد الأعظمي. وطالع عشرات الدواوين والمجلات الأدبية، إضافة إلى كتب الفقهاء المتقدمين الذين تمتاز بقوة عباراتها ورصانة أسلوبها.
يقول عن نفسه: « لمَّا كنت في أول شبابي وقع في يدي كتاب وحي القلم للرافعي فقرأته مرارًا؛ الجزء الأول من وحي القلم قرأته عشرين مرة؛ أما إذا أردتُّ المبالغة أقول أكثر من ذلك لكن عشرين مرة أجزم بها
».

## شيوخه
درس على يد الكثير من العلماء، منهم:
- أمجد الزهاوي
- محمد القزلجي
- تقي الدين الهلالي
- عبد الكريم الشيخلي
- محمد بن حمد العسافي

## مؤلفاته
امتازت مؤلفاته بالجمع بين الأدب والفقه، والاستشهاد بأقوال السلف والخلف. ومن أشهر كتبه:
1. المنطلَق.
2. العوائق.
3. الرقائق.
4. صناعة الحياة.
5. المسار.
6. رسائل العين.
7. مواعظ داعية.
8. آفاق الجمال.
9. صراطنا المستقيم.
10. مقدمات الوعي التطويري.
11. استعلاء الدعوة.
12. التهجد الإصلاحي.
13. سلطان الايمان.
14. تمام البيان.
15. الثائر المجاهد.
16. المعتز بالله.
17. مصر الواعية.
18. عودة الفجر.
19. شمسنا الساطعة.
20. صحوة العراق.
21. دفاع عن أبي هريرة.
22. أقباس من مناقب أبي هريرة (وهو مختصر الدفاع).
23. تهذيب مدارج السالكين.[10]
24. تهذيب العقيدة الطحاوية.
25. منهجية التربية الدعوية.
26. أصول الإفتاء والاجتهاد التطبيقي في نظريات فقه الدعوة الإسلامية، ٤ مجلدات.
27. الفقه اللاهب.
28. حركة الحياة.
29. بوارق العراق.
30. العمارة الدعوية.
31. المؤتمر.
32. رؤى تخطيطية.
33. نُقى الإحياء لكتاب إحياء علوم الدين، وقد صدر عن دار المحراب، إستانبول 2025 بعد وفاة صاحبه.[11]

تُرجمت كتب "إحياء فقه الدعوة" إلى التركية، وتُرجم "المنطلَق" إلى الملاوية والتاميلية، وسيصدر "المسار" بالملاوية، وتحت الإعداد ترجمات فارسية وروسية وصينية أيضًا، إضافة إلى الإنكليزية والفرنسية.
تركزت آخر كتابات الراشد على القضية الفلسطينية وحركة المقاومة الإسلامية (حماس)، ووصف المفكر العراقي الراحل معركة طوفان الأقصى بأنها «اندفاعية واعية ومدروسة تبتعد عن التهور والنزوات».
نشر مقالات كثيرة في مجلة المجتمع، وألقى محاضرات في المؤتمرات.

## كتب عنه
- التربية العلاجية في ضوء كتابات الداعية محمد أحمد الراشد، وهي رسالة ماجستير في أصول التربية الإسلامية في الجامعة الإسلامية في غزة، من إعداد الباحث أكرم محمد عبد الله الغلبان 1431هـ - 2010م.[13]

## وفاته
توفي محمد أحمد الراشد في أحد مستشفيات كوالالمبور بماليزيا، صباح يوم الثلاثاء 23 صفر 1446هـ الموافق 27 أغسطس (آب) 2024م.

## وصلات خارجية
- موقع الراشد أون لاين
- محمد أحمد الراشد من إسلام أون لاين
- سيرته علي الشبكة الدعوية
- في حوار مع الجزيرة نت 2004 - جنرالات الاحتلال يعرقلون هدنة الفلوجة
- فهرس مؤلفات محمد أحمد الراشد، نسخ إلكترونية
- تشييع جنازة المفكر الإسلامي العراقي عبد المنعم العزي